# Бруїно
Бруїно (італ. Bruino, п'єм. Bruin) — муніципалітет в Італії, у регіоні П'ємонт,  метрополійне місто Турин.
Бруїно розташоване на відстані близько 540 км на північний захід від Рима, 20 км на захід від Турина.
Населення — 8576 осіб (2014).
Щорічний фестиваль відбувається 11 листопада. Покровитель — святий Мартин Турський.

## Демографія
Населення за роками:

Станом на 1 січня 2023 року в муніципалітеті офіційно проживало 326 іноземців з 42 країн, серед них 193 громадяни країн Євросоюзу та 4 громадяни України.

## Сусідні муніципалітети
- Пьоссаско
- Ривальта-ді-Торино
- Сангано